# Cordast

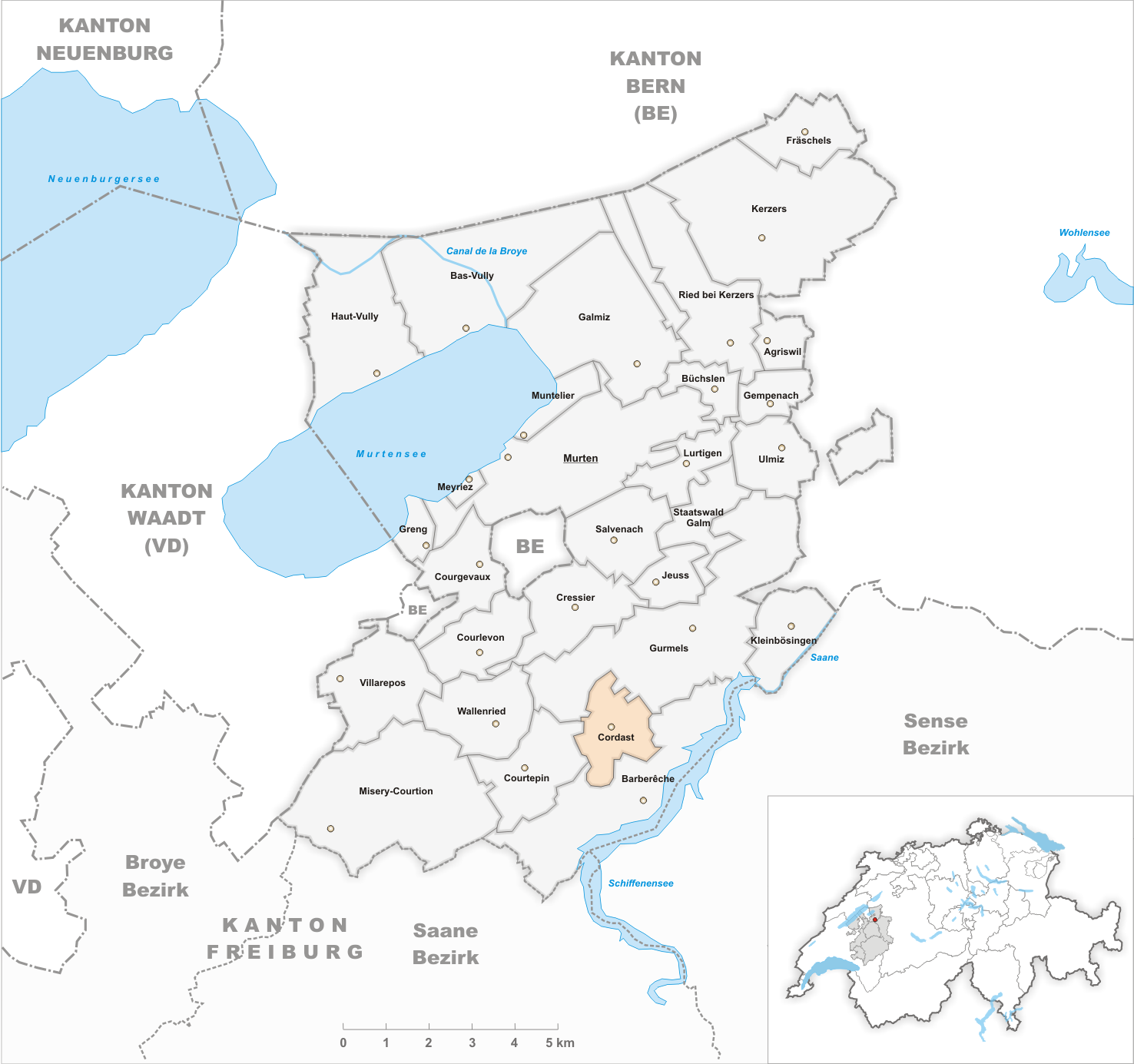
Gemeindestand vor der Fusion am 1. Januar 2005

Cordast (französisch La Corbaz; Freiburger Patois Kordàⓘ) ist eine Ortschaft und früher selbständige politische Gemeinde im Seebezirk (französisch: District du Lac) des Kantons Freiburg in der Schweiz. Der französische Name des Dorfes lautet La Corbaz (nicht zu verwechseln mit dem Ort La Corbaz in der Gemeinde La Sonnaz). Am 1. Januar 2005 wurde Cordast nach Gurmels eingemeindet.

## Geographie
Cordast liegt auf 607 m ü. M., zweieinhalb Kilometer südwestlich von Gurmels und acht Kilometer nördlich der Kantonshauptstadt Freiburg (Luftlinie). Das Dorf erstreckt sich auf einem Hochplateau zwischen dem Biberental im Nordwesten und dem Schiffenensee im Südosten, am Westfuss des Bulliardholzes, im nördlichen Freiburger Mittelland. Die ehemalige Gemeindefläche betrug 3,13 km². Das Gebiet umfasste das Plateau von Cordast, reichte im Osten auf das Bulliardholz (668 m ü. M.), im Norden in die Talmulde des Cordastbaches und auf den Höhenrücken Lengi Zelg (610 m ü. M.), im Südwesten in die Waldhöhen Monterschuwald (667 m ü. M.) und Bouley (666 m ü. M.) und im Südosten bis ins Einzugsgebiet des Schiffenensees.

## Bevölkerung
Mit 780 Einwohnern (2002) zählte Cordast vor der Fusion zu den kleineren Gemeinden des Kantons Freiburg. Im Jahr 1850 hatte die Gemeinde 329 Einwohner, 1900 378 Einwohner. Vor allem seit 1980 (342 Einwohner) wurde ein rasches Bevölkerungswachstum verbunden mit einer Verdreifachung der Einwohnerzahl innerhalb von etwa 40 Jahren verzeichnet. Die Bewohner sind überwiegend deutschsprachig. Zu Cordast gehören einige Einzelhöfe.
Einwohnerzahlen: Volkszählungsdaten

## Wirtschaft
Cordast war bis in die zweite Hälfte des 20. Jahrhunderts ein vorwiegend durch die Landwirtschaft geprägtes Dorf. Noch heute haben der Ackerbau, der Obstbau und die Viehzucht einen wichtigen Stellenwert in der Erwerbsstruktur der Bevölkerung. Weitere Arbeitsplätze sind im lokalen Kleingewerbe und im Dienstleistungssektor vorhanden. In Cordast sind Unternehmen des Bau- und Transportgewerbes, des Metallbaus und des Gartenbaus ansässig. In den letzten Jahrzehnten hat sich das Dorf auch zu einer Wohngemeinde entwickelt. Viele Erwerbstätige sind deshalb Wegpendler, die hauptsächlich in den Regionen Freiburg und Murten arbeiten.

## Verkehr
Das Dorf liegt abseits der grösseren Durchgangsstrassen an einer Verbindungsstrasse von Courtepin nach Gurmels. Durch eine Regionalbuslinie der Freiburgischen Verkehrsbetriebe, die zwischen Gurmels und dem Bahnhof Courtepin verkehrt, ist Cordast an das Netz des öffentlichen Verkehrs angebunden.

## Geschichte
Das Gebiet von Cordast war schon sehr früh besiedelt. Im Raspenholz wurden über 20 Tumuli mit zum Teil reichen Grabbeigaben aus der Hallstattzeit gefunden. Die erste urkundliche Erwähnung des Ortes erfolgte 1294 unter dem Namen Corbath. Später erschienen die Bezeichnungen Curbdast (1342), Gurdast (1363) und Curdast (1414).
Seit dem Mittelalter war Cordast im Besitz der Grafen von Thierstein. 1442 kam das Dorf durch Kauf unter die Herrschaft von Freiburg und gehörte fortan zur Alten Landschaft (Spitalpanner). Nach dem Zusammenbruch des Ancien Régime (1798) gehörte Cordast während der Helvetik zunächst zum Distrikt Murten, ab 1803 zum Bezirk Freiburg und ab 1831 zum Deutschen Bezirk Freiburg, bevor es 1848 mit der neuen Kantonsverfassung in den Seebezirk eingegliedert wurde. Bei einer Feuersbrunst 1831 wurde das Dorf schwer in Mitleidenschaft gezogen.
Im Rahmen der seit 2000 vom Kanton Freiburg geförderten Gemeindefusionen entschied sich die Dorfbevölkerung für eine Fusion mit der Nachbargemeinde Gurmels. Da jedoch bis nach dem vorgesehenen Fusionszeitpunkt noch ein Verfahren vor dem kantonalen Verwaltungsgericht hängig war, wurde Cordast 2005 rückwirkend auf den 1. Januar nach Gurmels eingemeindet.

## Sehenswürdigkeiten
Katholische Pfarrkirche St. German
Die reformierte Kirche von Cordast wurde 1874/75 erbaut. Von 1614 stammt die katholische Kapelle Sankt Gerinus.